# 8.º Ejército Japonés de Área
El 8.º Ejército Japonés de Área (第8方面軍, Dai-hachi hōmen gun) fue un ejército de campo del Ejército Imperial Japonés durante la Segunda Guerra Mundial.

## Historia
El 8.º Ejército Japonés de Área se formó el 16 de noviembre de 1942 bajo el mando del Grupo de Ejércitos Expedicionario del Sur para la tarea específica de oponerse a los desembarcos de las fuerzas aliadas en las Islas Salomón y Nueva Guinea ocupadas por los japoneses. Tenía su cuartel general en Rabaul, en Nueva Bretaña y entró en combate en la campaña de las Islas Salomón, la campaña de Bougainville y la campaña de Nueva Guinea.

## Comandantes
|                      | Nombre                    | Desde                  | Hasta                |
| -------------------- | ------------------------- | ---------------------- | -------------------- |
| Comandante en Jefe   | General Hitoshi Imamura   | 9 de noviembre de 1942 | 15 de agosto de 1945 |
| Jefe de Estado Mayor | Mayor General Rimpei Katō | 9 de noviembre de 1942 | 15 de agosto de 1945 |